# Taiwanoppia trichotos
Taiwanoppia trichotos är en kvalsterart som först beskrevs av Balogh och Sandór Mahunka 1977.  Taiwanoppia trichotos ingår i släktet Taiwanoppia och familjen Oppiidae. Inga underarter finns listade i Catalogue of Life.